# Monastero di Santa Chiara (Borgo Maggiore)
Il monastero di Santa Chiara si trova presso il Santuario del Cuore Immacolato di Maria a Valdragone, curazia (frazione) di Borgo Maggiore. La costruzione dell'attuale monastero è cominciata nel 1969 ed è stato aperto al culto due anni dopo, ospita 17 suore dell'ordine delle clarisse che si è spostato dalla Città di San Marino, la nuova costruzione è sul vecchio monastero costruito nel 1565, grazie all'aiuto del vescovo Costantino Bonelli, del governo di San Marino e dei cittadini sammarinesi.